# Digimon World 2
Digimon World 2 (jap. デジモンワールド2 - Dejimon Wārudo Tsu) – gra RPG z elementami dungeon crawlera, opracowana przez Bandai, wydana w 2000 roku na platformę PlayStation.

## Fabuła
Głównym bohaterem jest chłopiec o imieniu Akira. Mieszka on w Cyfrowym Mieście, miejscu, gdzie Digimony żyły spokojnie. Ale po jakimś czasie dzikie Digimony zaczęły napadać na rodzinne miasto Akiry, więc on postanawia dołączyć do drużyny obronnej, która ma za zadanie chronić pokoju i bezpieczeństwa w regionie.

## Rozgrywka
Gra jest dungeon crawlerem, co znaczy, że polega na pokonywaniu labiryntów. Gracz znajdzie w nich różne pułapki, przedmioty, dzikie Digimony. Zazwyczaj na końcu każdego labiryntu jest Digimon Boss.
Digimony mogą ewoluować w wyższe poziomy. Wygląd następnej formy Digimona zależy od jego punktów ewolucji (DP). Digimon zdobywa je poprzez DNA ewolucję, czyli połączenie dwóch Digimonów, tak by powstał nowy, silniejszy w przyszłości.